# 성심학교
성심학교는 경기도 오산시 지곶동에 있는 발달지체 학생을 위한 유,초,중,고,전공과 과정의 사립 특수학교이다.

## 역사
- 1982년 성심학교 초등부
- 1990년 중학부, 유치부
- 2004년 고등부
- 2010년 전공과